# Universidade St. Thomas
A Universidade St. Thomas é uma universidade católica de artes liberais localizada em Fredericton, no Novo Brunswick, Canadá. É uma universidade de graduação principalmente oferecendo graus de bacharel em artes (humanidades e ciências sociais), educação e trabalho social para, aproximadamente, 1.900 estudantes. O tamanho médio da turma é 30 e nenhuma classe é maior que 60.